# Xochitl Torres Small
Xochitl Liana Torres Small (Portland, 15 novembre 1984) è una politica statunitense, Vicesegretaria dell'Agricoltura dal 2023 al 2025 sotto la presidenza Biden e membro della Camera dei Rappresentanti per lo stato del Nuovo Messico dal 2019 al 2021.

## Biografia
Nata a Portland in una famiglia ispanica, la Torres crebbe a Las Cruces, frequentò il college nello Swaziland e studiò all'Università di Georgetown e all'Università del Nuovo Messico, per poi lavorare come avvocato ambientale e collaboratrice del senatore Tom Udall.

## Carriera politica

### Membro della Camera dei Rappresentanti degli Stati Uniti d'America per il Nuovo Messico (2019-2021)
Entrata in politica con il Partito Democratico, nel 2018 si candidò alla Camera dei Rappresentanti per il seggio lasciato dal repubblicano Steve Pearce, candidatosi alla carica di governatore del Nuovo Messico. Al termine della campagna elettorale la Torres Small sconfisse di misura l'avversaria repubblicana Yvette Herrell, che si rifiutò di concedere ufficialmente la sconfitta mettendo in dubbio la regolarità delle elezioni.
Due anni più tardi la Torres Small e la Herrell si sfidarono nuovamente per il seggio e in questa occasione prevalse la Herrell, che divenne quindi deputata. La Torres Small lasciò quindi il Congresso dopo un solo mandato per poi diventare Sottosegretaria di Stato per lo sviluppo rurale del Dipartimento dell'Agricoltura degli Stati Uniti d'America nell'amministrazione Biden.

### Vicesegretaria dell'Agricoltura degli Stati Uniti d'America (2023-)
Il 15 febbraio 2023, il Presidente degli Stati Uniti d'America Joe Biden ha annunciato la sua intenzione di nominare Torres Small come Vicesegretario dell’Agricoltura, e, a seguito di un’udienza di nomina il 10 maggio, è stata confermata l’11 luglio con un voto di 84-8. Ha prestato giuramento il 17 luglio 2023.

## Vita privata
Xochitl Torres Small è sposata con Nathan Small, anch'egli politico.